# Campeonato Africano de Atletismo de 2004
A 14ª edição do Campeonato Africano de Atletismo foi organizado pela Confederação Africana de Atletismo no período de 14 a 18 de julho de 2004 no Stade Alphonse Massamba, em Brazzaville, na República do Congo. Foram disputadas 44 provas, com a presença de 431 atletas de 42 nacionalidades. 

## Medalhistas

### Masculino
| Evento                  | Ouro                                                                      | Ouro     | Prata                                                                        | Prata    | Bronze                                                                                   | Bronze   |
| ----------------------- | ------------------------------------------------------------------------- | -------- | ---------------------------------------------------------------------------- | -------- | ---------------------------------------------------------------------------------------- | -------- |
| 100 metros              | Olusoji Fasuba · Nigéria                                                  | 10.21    | Idrissa Sanou · Burquina Fasso                                               | 10.37    | Jaysuma Saidy · Gâmbia                                                                   | 10.43    |
| 200 metros              | Joseph Batangdon · Camarões                                               | 20.46    | Ambrose Ezenwa · Nigéria                                                     | 20.75    | Morné Nagel · África do Sul                                                              | 20.83    |
| 400 metros              | Eric Milazar · Maurícia                                                   | 45.03    | Ezra Sambu · Quénia                                                          | 45.33    | Young Talkmore Nyongani · Zimbabwe                                                       | 45.69    |
| 800 metros              | William Yiampoy · Quénia                                                  | 1:45.36  | Hezekiél Sepeng · África do Sul                                              | 1:45.55  | Ismail Ahmed Ismail · Sudão                                                              | 1:45.87  |
| 1 500 metros            | Paul Korir · Quénia                                                       | 3:39.48  | Peter Roko Ashak · Sudão                                                     | 3:41.31  | Yassine Bensghir · Marrocos                                                              | 3:41.49  |
| 5 000 metros            | Zwedo Maregu · Etiópia                                                    | 13:47.77 | Boniface Songok · Quénia                                                     | 13:48.06 | Hillary Chenonge · Quénia                                                                | 13:48.44 |
| 10 000 metros           | Charles Kamathi · Quénia                                                  | 28:07.83 | Abebe Dinkesa · Etiópia                                                      | 28:10.49 | Yebeltal Admasu · Etiópia                                                                | 28:28.59 |
| 110 metros barreiras    | Todd Matthews Jouda · Sudão                                               | 13.70    | Shaun Bownes · África do Sul                                                 | 13.80    | Frikkie van Zyl · África do Sul                                                          | 13.81    |
| 400 metros barreiras    | Llewellyn Herbert · África do Sul                                         | 48.90    | Julius Bungei · Quénia                                                       | 49.56    | Ockert Cilliers · África do Sul                                                          | 49.58    |
| 3 000 metros obstáculos | David Chemweno · Quénia                                                   | 8:17.31  | Richard Matelong · Quénia                                                    | 8:26.34  | Abdelatif Chemlal · Marrocos                                                             | 8:31.01  |
| 4×100 metros estafetas  | Nigéria · Olusoji Fasuba · Ambrose Ezenwa · Aaron Egbele · Chinedu Oriala | 38.91    | África do Sul · Morne Nagel · Deon du Toit · Clinton Venter · Lee-Roy Newton | 39.59    | Camarões · Emmanuel Ngom Priso · Idrissa Adam · Alain Olivier Nyounai · Joseph Batangdon | 39.87    |
| 4×400 metros estafetas  | Zimbabwe · Lloyd Zvasiya · Lewis Banda · Temba Ncube · Talkmore Nyongani  | 3:02.38  | Nigéria · James Godday · Saul Weigopwa · Bola Lawal · Enefiok Udo-Obong      | 3:02.66  | África do Sul · Marcus La Grange · Werner Botha · Hendrick Mokganyetsi · Arnaud Malherbe | 3:03.81  |
| 20 km marcha            | Julius Sawe · Quénia                                                      | 1:27:43  | Hassanine Sebei · Tunísia                                                    | 1:28:35  | Moussa Aouanouk · Argélia                                                                | 1:29:02  |
| Salto em altura         | Kabelo Mmono · Botswana                                                   | 2.17     | Boubacar Séré · Burquina Fasso                                               | 2.10     | Khemraj Naiko · Maurícia                                                                 | 2.10     |
| Salto à vara            | Béchir Zaghouani · Tunísia                                                | 5.20     | Karim Sène · Senegal                                                         | 5.00     | Mohamed Karbib · Marrocos                                                                | 4.60     |
| Salto em comprimento    | Jonathan Chimier · Maurícia                                               | 8.06     | Ndiss Kaba Badji · Senegal                                                   | 7.86     | Nabil Adamou · Argélia                                                                   | 7.72     |
| Salto triplo            | Olivier Sanou · Burquina Fasso                                            | 16.31    | Hamza Ménina · Argélia                                                       | 16.02    | Thierry Adanabou · Burquina Fasso                                                        | 15.93    |
| Lançamento do peso      | Janus Robberts · África do Sul                                            | 21.02    | Burger Lambrechts · África do Sul                                            | 18.78    | Yasser Ibrahim Farag · Egito                                                             | 18.51    |
| Lançamento do disco     | Frantz Kruger · África do Sul                                             | 63.85    | Hannes Hopley · África do Sul                                                | 63.50    | Nabil Kiram · Marrocos                                                                   | 52.12    |
| Lançamento do martelo   | Chris Harmse · África do Sul                                              | 75.90    | Saber Souid · Tunísia                                                        | 70.71    | Ahmed Abd El Raouf · Egito                                                               | 67.87    |
| Lançamento do dardo     | Gerhardus Pienaar · África do Sul                                         | 78.31    | Gerbrandt Grobler · África do Sul                                            | 76.93    | Willie Human · África do Sul                                                             | 71.48    |
| Decatlo                 | Anis Riahi · Tunísia                                                      | 7200 pts | Selwyn Lieutier · Maurícia                                                   | 6882 pts | Celestin Moussambote Kengué · Congo                                                      | 6478 pts |

### Feminino
| Evento                  | Ouro                                                                           | Ouro     | Prata                                                                                 | Prata    | Bronze                                                                        | Bronze   |
| ----------------------- | ------------------------------------------------------------------------------ | -------- | ------------------------------------------------------------------------------------- | -------- | ----------------------------------------------------------------------------- | -------- |
| 100 metros              | Endurance Ojokolo · Nigéria                                                    | 11.33    | Mercy Nku · Nigéria                                                                   | 11.36    | Geraldine Pillay · África do Sul                                              | 11.40    |
| 200 metros              | Geraldine Pillay · África do Sul                                               | 23.18    | Kadiatou Camara · Mali                                                                | 23.22    | Nadjina Kaltouma · Chade                                                      | 23.29    |
| 400 metros              | Fatou Bintou Fall · Senegal                                                    | 50.62    | Nadjina Kaltouma · Chade                                                              | 50.80    | Hortense Béwouda · Camarões                                                   | 51.15    |
| 800 metros              | Saïda El Mehdi · Marrocos                                                      | 2:03.52  | Charity Wandia · Quénia                                                               | 2:04.08  | Caroline Chepkwony · Quénia                                                   | 2:04.58  |
| 1 500 metros            | Nancy Lagat · Quénia                                                           | 4:24.56  | Saïda El Mehdi · Marrocos                                                             | 4:24.87  | Jeruto Kiptum · Quénia                                                        | 4:25.85  |
| 5 000 metros            | Etalemahu Kidane · Etiópia                                                     | 16:25.83 | Priscah Jepleting · Quénia                                                            | 16:26.15 | Angele Haronsimana · Burundi                                                  | 16:55.99 |
| 10 000 metros           | Eyerusalem Kuma · Etiópia                                                      | 31:56.77 | Irene Kwambai · Quénia                                                                | 31:57.54 | Catherine Kirui · Quénia                                                      | 32:35.71 |
| 100 metros barreiras    | Lalanirina Rosa Rakotozafy · Madagascar                                        | 13.73    | Carole Kaboud Mebam · Camarões                                                        | 14.07    | Alima Soura · Burquina Fasso                                                  | 14.38    |
| 400 metros barreiras    | Surita Febbraio · África do Sul                                                | 55.12    | Mame Tacko Diouf · Senegal                                                            | 55.62    | Zahra Lachgar · Marrocos                                                      | 57.12    |
| 3 000 metros obstáculos | Bouchra Chaabi · Marrocos                                                      | 9:53.46  | Nawal Baïbi · Marrocos                                                                | 10:11.42 | Tebogo Masehla · África do Sul                                                | 10:34.40 |
| 4×100 metros estafetas  | Nigéria · Gloria Kemasuode · Mercy Nku · Oludamola Osayomi · Endurance Ojokolo | 44.32    | África do Sul · Dikeledi Moropane · Heide Seyerling · Adri Shoeman · Geraldine Pillay | 44.42    | Senegal · Fatoumata Coly · Aida Diop · Aissatou Badjo · Aminata Diouf         | 45.21    |
| 4×400 metros estafetas  | Senegal · Fatou Bintou Fall · Tacko Diouf · Aida Diop · Amy Mbacke Thiam       | 3:29.41  | África do Sul · Surita Febbraio · Adri Shoeman · Heide Seyerling · Estie Wittstock    | 3:30.12  | Camarões · Hortense Bewouda · Carole Kaboud · Muriel Noah · Delphine Atangana | 3:30.77  |
| 20 km marcha            | Grace Wanjiru · Quénia                                                         | 1:42:45  | Nicolene Cronje · África do Sul                                                       | 1:43:57  | Bahia Boussad · Argélia                                                       | 1:46:12  |
| Salto em altura         | Hestrie Cloete · África do Sul                                                 | 1.95     | Samantha Dodd · África do Sul                                                         | 1.60     | Janice Josephs · África do Sul                                                | 1.50     |
| Salto à vara            | Syrine Balti · Tunísia                                                         | 4.00     | Samantha Dodd · África do Sul                                                         | 3.80     | Nancy Cheekoussen · Maurícia                                                  | 3.70     |
| Salto em comprimento    | Kene Ndoye · Senegal                                                           | 6.64     | Kadiatou Camara · Mali                                                                | 6.29     | Yah Koïta · Mali                                                              | 6.27     |
| Salto triplo            | Yamilé Aldama · Sudão                                                          | 14.90    | Kene Ndoye · Senegal                                                                  | 14.44    | Mariette Mien · Burquina Fasso                                                | 12.61    |
| Arremesso de peso       | Wafa Ismail El Baghdadi · Egito                                                | 15.53    | Amel Ben Khaled · Tunísia                                                             | 15.45    | Alifatou Djibril · Togo                                                       | 15.16    |
| Lançamento do disco     | Elizna Naude · África do Sul                                                   | 57.50    | Alifatou Djibril · Togo                                                               | 52.62    | Hiba Meshili Abu Zaghari · Egito                                              | 50.58    |
| Lançamento do martelo   | Marwa Hussein Arafat · Egito                                                   | 66.14    | Mouna Dani · Marrocos                                                                 | 57.98    | Hayat El Ghazi · Marrocos                                                     | 57.67    |
| Lançamento do dardo     | Sunette Viljoen · África do Sul                                                | 60.13    | Aïda Sellam · Tunísia                                                                 | 54.68    | Cecilia Kiplagat · Quénia                                                     | 48.78    |
| Heptatlo                | Margaret Simpson · Gana                                                        | 6154 pts | Janice Josephs · África do Sul                                                        | 5785 pts | Céline Laporte · Seicheles                                                    | 5172 pts |

## Quadro de medalhas
| Ordem | País               | Medalha de ouro | Medalha de prata | Medalha de bronze | Total |
| ----- | ------------------ | --------------- | ---------------- | ----------------- | ----- |
| 1     | África do Sul      | 10              | 12               | 7                 | 29    |
| 2     | Quênia             | 7               | 7                | 5                 | 19    |
| 3     | Senegal            | 3               | 4                | 1                 | 8     |
| 4=    | Tunísia            | 3               | 3                | 0                 | 6     |
| 4=    | Nigéria            | 3               | 3                | 0                 | 6     |
| 6     | Etiópia            | 3               | 1                | 0                 | 4     |
| 7     | Marrocos           | 2               | 3                | 6                 | 11    |
| 8     | Ilhas Maurícias    | 2               | 1                | 2                 | 5     |
| 9     | Egito              | 2               | 0                | 2                 | 4     |
| 10    | Burquina Fasso     | 1               | 2                | 2                 | 5     |
| 11    | Sudão              | 1               | 1                | 1                 | 3     |
| 12    | Camarões           | 1               | 0                | 3                 | 4     |
| 13    | Zimbabwe           | 1               | 0                | 1                 | 2     |
| 14=   | Botswana           | 1               | 0                | 0                 | 1     |
| 14=   | Gana               | 1               | 0                | 0                 | 1     |
| 14=   | Madagáscar         | 1               | 0                | 0                 | 1     |
| 17    | Mali               | 0               | 2                | 1                 | 3     |
| 18    | Argélia            | 0               | 1                | 3                 | 4     |
| 19=   | Chade              | 0               | 1                | 1                 | 2     |
| 19=   | Togo               | 0               | 1                | 1                 | 2     |
| 21=   | Burundi            | 0               | 0                | 1                 | 1     |
| 21=   | Gâmbia             | 0               | 0                | 1                 | 1     |
| 21=   | República do Congo | 0               | 0                | 1                 | 1     |
| 21=   | Seicheles          | 0               | 0                | 1                 | 1     |

Legenda
| Recorde mundial       | Recorde mundial (World record)               |                       | Recorde africano                      | Recorde africano (African) |                                           | Q | Classificado por posição (Qualified) |
| Recorde do campeonato | Recorde do campeonato (Championship record)  | Recorde da América    | Recorde da América (Americas)         | q                          | Classificado por melhor tempo (Qualified) |   |                                      |
| Melhor marca do ano   | Melhor marca do ano (World leading)          | Recorde asiático      | Recorde asiático (Asian)              | DNS                        | Não largou (Did not start)                |   |                                      |
| Recorde nacional      | Recorde nacional (National record)           | Recorde europeu       | Recorde europeu (European)            | DNF                        | Não terminou (Did not finish)             |   |                                      |
| Recorde pessoal       | Recorde pessoal do atleta (Personal best)    | Recorde da Oceania    | Recorde da Oceania (Oceania)          | DSQ / DQ                   | Desclassificado (Disqualified)            |   |                                      |
| Recorde da temporada  | Recorde da temporada do atleta (Season best) | Recorde sul-americano | Recorde sul-americano (South America) | NM                         | Sem marca (No mark)                       |   |                                      |